# Николаев, Виктор Арсеньевич
Виктор Арсеньевич Николаев (7 декабря 1893, Нижний Новгород — 25 сентября 1960, Ленинград) — советский петрограф, член-корреспондент АН СССР (1946). Лауреат Ленинской премии.

## Биография
Окончил Петроградский горный институт (1918). В 1914—1917 гг. — техник-гидрогеолог Отдела земельных улучшений Министерства земледелия, в 1918—1920 гг. — инженер-геолог в Златоустовском округе и в Кузбассе.
В 1920—1947 гг. — научный сотрудник Геологического комитета (Геолком, ВНИИ геологии). Одновременно в 1925—1932 гг. — преподаватель, затем доцент Ленинградского горного института, в 1933—1945 доцент и профессор Среднеазиатского индустриального института.
С 1947 года заведующий кафедрой петрографии Ленинградского горного института. Одновременно с 1950 года работал в Лаборатории геологии докембрия АН СССР.
Доктор геолого-минералогических наук (1937), профессор (1938), член-корреспондент АН СССР (1946).
Исследовал рудоносные районы Средней Азии. Отметил закономерности развития структурно-фациальных зон в подвижных поясах земной коры. В области теоретической петрографии предложил свою трактовку этапов глубинного магматического процесса.
Лауреат Ленинской премии 1958 года — за исследования, изложенные в монографии «Основные проблемы в учении о магматогенных рудных месторождениях» (1955). Заслуженный деятель науки Киргизской ССР (1943). Президент Всесоюзного минералогического общества (с 1952).
Награждён орденами Ленина, Трудового Красного Знамени и медалями.
Похоронен на Серафимовском кладбище Санкт-Петербурга.